# Friedenskirche (Mühlheim am Main)

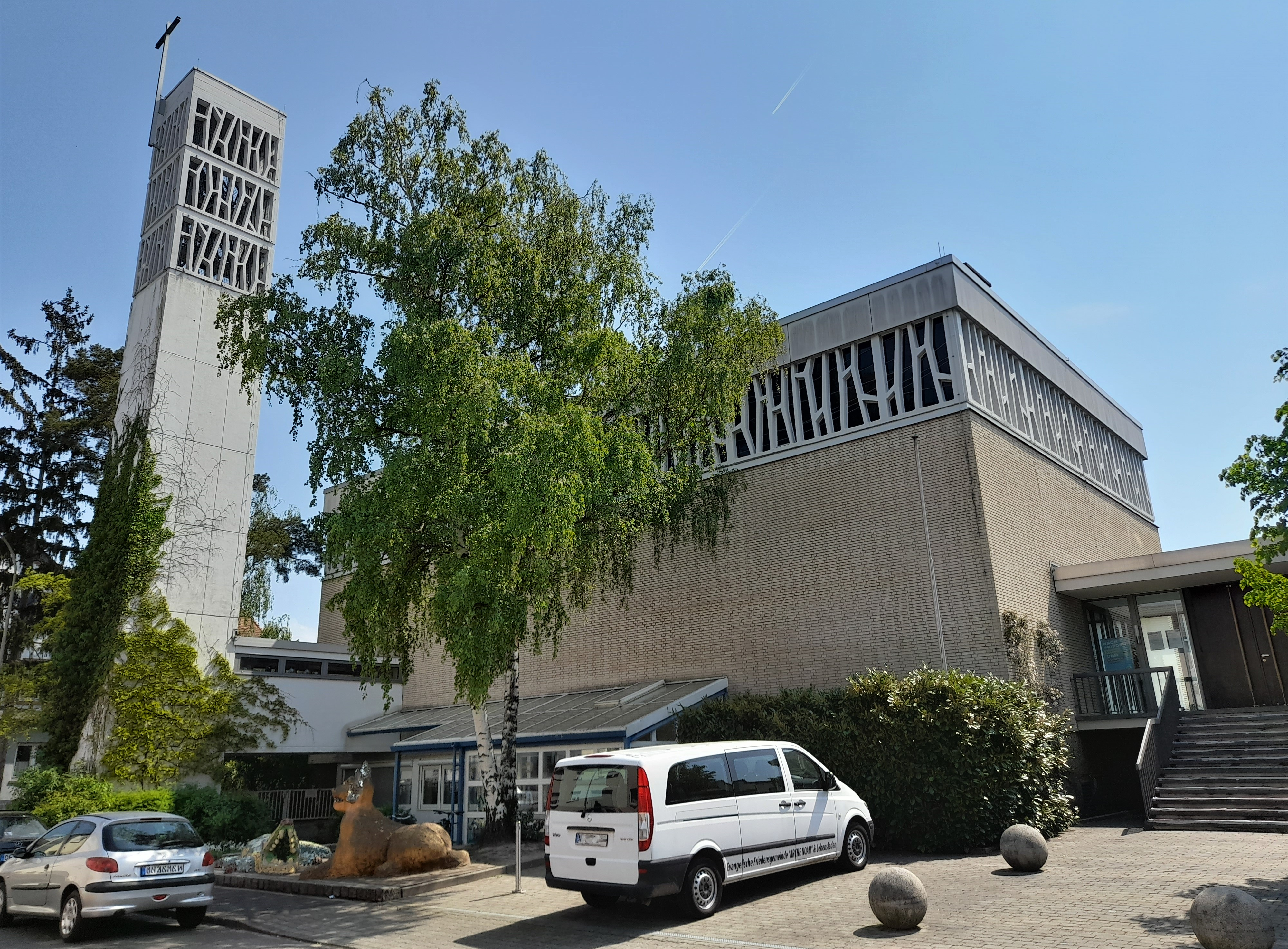
Die Friedenskirche in Mühlheim am Main, erbaut 1958–1959

Die evangelische Friedenskirche ist ein unter Denkmalschutz stehendes Kirchengebäude in Mühlheim am Main, einer Stadt im südhessischen Landkreis Offenbach. Die Kirchengemeinde gehört zum Dekanat Dreieich-Rodgau der Evangelischen Kirche in Hessen und Nassau (EKHN).

## Geschichte
Mühlheim war lange Zeit ein fast ausschließlich katholischer Ort. Erst im Laufe des 19. Jahrhunderts stieg die Anzahl evangelischer Einwohner auf etwa 700 bis 800 Personen an, bedingt durch die zunehmende Neugründung von Fabriken in Offenbach und Mühlheim im Zuge der Industrialisierung. Bis Ende des Jahrhunderts mussten sich die evangelischen Neubürger zum Gottesdienstbesuch in den heutigen Offenbacher Stadtteil Bürgel begeben.
Erst 1899 wurde durch die Weihe eines Betsaals in Mühlheim eine Möglichkeit für die evangelische Gemeinde geschaffen, ihre Gottesdienste vor Ort zu feiern. Neben Spenden aus der Gemeinde trug zur Finanzierung dieses Projekts vor allem das Gustav-Adolf-Werk bei. 1915 wurde der Betsaal zu einer Kapelle ausgebaut, die zum Dank für die finanzielle Unterstützung durch das Gustav-Adolf-Werk den Namen Gustav-Adolf-Kapelle erhielt.
Nach Ende des Zweiten Weltkriegs hatte die Zahl der Protestanten in Mühlheim aufgrund des Zuzugs vieler Kriegsflüchtlinge stark zugenommen, sodass die Gustav-Adolf-Kapelle nicht mehr ausreichend Platz für die evangelische Gemeinde in Mühlheim bot. Nachdem Erweiterungspläne verworfen worden waren, beschloss der Kirchenvorstand die Errichtung eines neuen evangelischen Kirchengebäudes in Mühlheim.
Der Neubau wurde nach Plänen des Offenbacher Architekten Fritz Reichard ausgeführt. Nachdem im August 1958 der erste Spatenstich gemacht wurde, konnte nach Fertigstellung des Untergeschoss-Rohbaus im November 1958 der Grundstein für den neuen Kirchenraum gesetzt werden, bevor das Gebäude am 13. Dezember 1959 nach fünfzehnmonatiger Bauzeit schließlich eingeweiht wurde. Die Glocken der Friedenskirche läuteten erstmals zur Konfirmation am 27. März 1960.
Eine umfassende Sanierung des Kirchengebäudes sowie des umliegenden Freigeländes wurde 2004 vorgenommen. 2007 folgte die Installation eines Aufzugs im Eingangsvorbau, der seitdem ein barrierefreies Betreten des Kirchenraums ermöglicht.

## Baubeschreibung
Die Friedenskirche liegt mitten in der Mühlheimer Altstadt nahe dem Ludwigsplatz nördlich der Bahnstrecke zwischen Hanau und Offenbach. Der freistehende, im Straßenzug leicht zurückgesetzte kalksandsteinsichtige Stahlbetonbau erhebt sich auf längsrechteckigem Grundriss und sticht aus der Menge der umliegenden Häuser durch seinen mit einer Höhe von 22 Metern weithin sichtbaren Campanile hervor. Der Kirchenraum bietet Platz für etwa 500 Personen.
Das Bauwerk gliedert sich in ein zweigeschossiges, flachgedecktes, kubusförmiges Kirchenschiff (25 m Länge × 15 m Breite × 11 m Höhe) und einen weißen, flachgedeckten Betoncampanile, die durch einen niedrigen Verbindungsbau miteinander verbunden sind. Das Obergeschoss des Kirchenschiffs dient als Kirchenraum, während das Untergeschoss vom Kindergarten der Gemeinde genutzt wird. Im Westen ist ein Eingangsvorbau an das Kirchenschiff angeschlossen, der über eine Außentreppe erreicht werden kann und ins Innere des Kirchenraums im Obergeschoss führt.
Im Kirchenraum führt ein breiter, nach Osten strebender Mittelgang zwischen zwei Bankblöcken hindurch auf den leicht erhöht liegenden Altarraum zu. Die Mitte des Altarraums nimmt ein Altartisch ein, der durch eine Kanzel und ein Taufbecken an den Seiten flankiert wird. Alle drei Elemente wurden aus schwarzem Schiefer angefertigt. Die Stahlbetondecke des Kirchenraumes ist rippenähnlich strukturiert, schwarzer Terrazzo bildet den Fußbodenbelag. Licht gelangt über ein hoch angelegtes, umlaufendes Antikglas-Fensterband aus Betonformsteinen mit regenbogenartig farbiger Bleiverglasung ins Innere.

## Ausstattung
Die Betonformsteine des Antikglas-Fensterbands stammen von den Mühlheimer Zementsteinwerken, während das Kunstglas von der Firma Weißenrieder angefertigt wurde.
Das Altarkreuz wurde im Offenbacher Atelier Klemisch entworfen.

## Orgel
Die Orgel der Friedenskirche wurde 1964 von Gebr. Oberlinger Orgelbau aus Windesheim im Hunsrück gefertigt. Sie weist 25 klingende Register auf, verteilt auf zwei Manuale und Pedal.
| I Hauptwerk C–g3 |                |     |
| 1.               | Pommer         | 16′ |
| 2.               | Principal      | 08′ |
| 3.               | Rohrflöte      | 08′ |
| 4.               | Oktave         | 04′ |
| 5.               | Koppelflöte    | 04′ |
| 6.               | Waldflöte      | 02′ |
| 7.               | Sesquialter II |     |
| 8.               | Mixtur V       |     |
| 9.               | Cymbel III     |     |
| 10.              | Trompete       | 08′ |
|                  | Tremulant      |     |

| II Rückpositiv C–g3 |              |       |
| 11.                 | Gedackt      | 08′   |
| 12.                 | Spitzgamba   | 08′   |
| 13.                 | Prinzipal    | 04′   |
| 14.                 | Kleingedackt | 04′   |
| 15.                 | Oktav        | 02′   |
| 16.                 | Quinte       | 1 ⁄3′ |
| 17.                 | Scharff V    |       |
| 18.                 | Krummhorn    | 08′   |
|                     | Tremulant    |       |

| Pedal C–e1 |                |     |
| 19.        | Subbaß         | 16′ |
| 20.        | Oktavbaß       | 08′ |
| 21.        | Principalflöte | 04′ |
| 22.        | Nachthorn      | 02′ |
| 23.        | Mixtur VI      |     |
| 24.        | Posaune        | 16′ |
| 25.        | Klarine        | 04′ |

- Koppeln: II/I, I/P, II/P
- Spielhilfen: Glockenspiel